# Carpo Corona
Carpo Corona is een corona op de planeet Venus. Carpo Corona werd in 1994 genoemd naar Carpo, godin van de winter in de Griekse mythologie.
De corona heeft een diameter van 215 kilometer en bevindt zich in het quadrangle Kaiwan Fluctus (V-44) De corona maakt samen met Eve Corona, Tamfana Corona, Selu Corona, Derceto Corona en Otygen Corona deel uit van de "Alpha-Lada extensionele gordel" aan de noordwestelijke rand van Lada Terra, die meer dan 6000 kilometer lang en 50 à 200 km breed is.